# Open di Francia 2017 - Doppio femminile in carrozzina
Yui Kamiji e Jordanne Whiley erano le detentrici del titolo ma hanno deciso di non partecipare insieme. Whiley ha giocato in coppia con Diede de Groot, ma hanno perso in semifinale contro Marjolein Buis e Kamiji.
Buis and Kamiji hanno vinto il titolo, sconfiggendo Jiske Griffioen e Aniek van Koot in finale con il punteggio di 6–3, 7–5.

## Teste di serie
1. Jiske Griffioen /  Aniek van Koot (finaliste)
2. Marjolein Buis /  Yui Kamiji (campionesse)

## Tabellone

### Legenda
| - Q = Qualificato - WC = Wild card - LL = Lucky loser | - ALT = Alternate - SE = Special Exempt - PR = Protected Ranking | - w/o = Walkover - r = Ritirato - d = Squalificato |

|  | Semifinali | Semifinali                        | Semifinali                        | Semifinali | Semifinali |  |  | Finale                         | Finale                         | Finale                         | Finale | Finale |  |
|  |            |                                   |                                   |            |            |  |  |                                |                                |                                |        |        |  |
|  | 1          | Jiske Griffioen Aniek van Koot    | Jiske Griffioen Aniek van Koot    | 6          | 6          |  |  |                                |                                |                                |        |        |  |
|  |            | Sabine Ellerbrock Charlotte Famin | Sabine Ellerbrock Charlotte Famin | 4          | 4          |  |  | Jiske Griffioen Aniek van Koot | Jiske Griffioen Aniek van Koot | Jiske Griffioen Aniek van Koot | 3      | 5      |  |
|  |            | Diede de Groot Jordanne Whiley    | Diede de Groot Jordanne Whiley    | 5          | 1          |  |  | Marjolein Buis Yui Kamiji      | Marjolein Buis Yui Kamiji      | Marjolein Buis Yui Kamiji      | 6      | 7      |  |
|  | 2          | Marjolein Buis Yui Kamiji         | Marjolein Buis Yui Kamiji         | 7          | 6          |  |  |                                |                                |                                |        |        |  |